# 2025 год в истории метрополитена
В этой статье перечисляются основные произошедшие и планируемые события из истории метрополитенов в 2025 году. Полужирным шрифтом выделены открытия новых транспортных систем.

## Cобытия

### Первое полугодие

#### Январь
- 1 января:
  - Петербургский метрополитен: увеличение стоимости разовой поездки до 81 рубля c 70 руб. ранее[1].
  - Метрополитен Ханчжоу: продление линии 5 на одну станцию (Jinxing – East Nanhu), 1,6км[2]
- 2 января — Московский метрополитен: увеличение стоимости разовой поездки на 6 (до 63) руб[3].
- 5 января:
  - Метрополитен Эр-Рияда: открытие Оранжевой линии[4].
  - Делийский метрополитен: продление Пурпурной линии на одну станцию (Janakpuri West – Krishna Park Extension), 2км[5]
- 10 января — Метрополитен Нинбо: продление линии 4 на одну станцию (Cicheng – Cicheng West), 1,7км[6]
- 19 января — Осакский метрополитен: продление линии 4 на 3,2 км.

#### Февраль
- 22 февраля — Тайюаньский метрополитен: открытие линии 1 (второй, по очерёдности), 25 станций, 28,7 км[7].
- 25 февраля — Метрополитен Сантьяго: остановилось метро, блэкаут Чили[8].
- 28 февраля — Казанский метрополитен: подорожание проезда на метро до 43 рублей[9].

#### Март
- 28 марта — Метрополитены Бангкока: закрытие метро из-за сильного землетрясения в Мьянме.

#### Апрель
- 1 апреля — Неаполитанский метрополитен: продление первой линии метро.
- 10 апреля — Минский метрополитен: подорожание проезда с 90 копеек до 1 рубля.[10]
- 17 апреля — Метрополитен Урумчи: продление линии 1 (International Airport — North International Airport), 2 станции, 3,9 км. В дальнейшем, участок будет продлён еще на 1 станцию (до East International Airport), а весь он будет передан в состав линии 2, когда она продлится до станции International Airport[11].
- 21 апреля — Мадридский метрополитен: продление линии 3, 1 станция, 3,5 км, пересадка на кольцевую линию 12[12].
- 25 апреля — Петербургский метрополитен: открытие после ремонта станции «Удельная»[13].
- 28 апреля:
  - Мадридский метрополитен: из-за блэкаута остановились метро
  - Лиссабонский метрополитен: из-за блэкаута остановились метро
  - Метрополитен Порту: из-за блэкаута остановились метро

#### Май
- 10 мая — Мумбайский метрополитен: продление линии 3, 9,8 км.
- 16 мая — Метрополитен Нинбо: продление линии 4, 2,5 км.
- 21 мая — Московский метрополитен: ввод в эксплуатацию электродепо ТЧ-17 "Южное".
- 30 мая — Канпурский метрополитен: продление линии 1, 7,3 км.
- 31 мая —  Открыт Индаурский метрополитен (для пассажиров — 1 июня)[14].

#### Июнь
- 1 июня — Московский метрополитен: подорожание/вторично проезда в метро, с 63 до 67 рублей[15].
- 27 июня 
  - Чунцинский метрополитен: продление линии 6
  - Закрыт Московский монорельс
- 28 июня 
  - Метрополитен Гуаньчжоу: продление линии 10
  - Инчхонский метрополитен: продление линии 1
  - Наньчанский метрополитен: продление 1 и 2 линий
- 29 июня — Петербургский метрополитен: закрыта станция «Парк Победы» на реконструкцию по август 2027.
- 30 июня 
  - Метрополитен Нинбо: продление линии 8, 23,3 км.
  - Фошаньский метрополитен: продление линии 1, 3,2 км.
  - Шэньянский метрополитен: продление линии 1.

### Второе полугодие

#### Июль
- 3 июля — Метрополитен Пальмы: продление линии 1, 1,4 км.
- 4 июля — Пражский метрополитен: остановилось метро, блэкаут[16].
- 8 июля — Тяньцзиньский метрополитен: продление линии 4, 19,9 км.

#### Август
- 6 августа — Нанкин, продление линии 5, 24 км.
- 8 августа 
  - СПБ, вторичное подорожание проезда с 81 до 86 рублей [17].
  - Москва, открытие ТЧ-23 Столбово для обслуживания Троицкой линии[18].
- 14 августа — в Бангалоре введена в эксплуатацию первая автоматизированная линия.

### Без точных дат
- Московский метрополитен:
  - сентябрь[19]  Продление 9,7 км Троицкой линии на 4 станции («Новаторская» — «ЗИЛ»)[20]. Открытие участка планируется ко дню города 12,13 сентября.
- Петербургский метрополитен: 
  - Открытие первого участка 6 линии[21] («Юго-Западная» — «Путиловская»)
  - Полное прекращение эксплуатации вагонов типа «Ем» на 1 линии в связи с заменой на поезда «Балтиец»[источник не указан 253 дня].
  - Поставки поездов «Балтиец» для 5 линии[источник не указан 253 дня].
- 10 августа — Бенгалур, открытие Жёлтой линии, 18,8 км.
- Новосибирский метрополитен:
  - Открытие станции «Спортивная» Ленинской линии[22].
- Открытие Астанинского лёгкого метрополитена[23].
- 30 сентября — Куала-Лумпур, линия 3, 37,8 км.
- 1 октября — Гонолулу, продление линии 1.
- Мадридский метрополитен, продление линии 5[24].
- Продление линии скоростного лёгкого метро Монреаля (REM)[25].
- Самарский метрополитен:
  - перевод поездов с 4 на 5-вагонную составность[26].